# Blanc et Demilly
Blanc et Demilly est un studio de photographie fondé à Lyon en 1924 par Théo Blanc et Antoine Demilly. Il a été actif jusqu’en 1964.

## Histoire
Des années 1920 jusqu’aux années 1960, Blanc et Demilly est le studio de photographie le plus important de la ville de Lyon. Situé au 31 de la rue Grenette, il est fondé et dirigé par Théodore Blanc (1891-1985), et Antoine Demilly (1892-1964), beaux-frères et associés durant plus de cinquante ans.
Blanc et Demilly ont publié en 1933 un catalogue Aspects de Lyon qui constitue l’« une des plus remarquables et plus poétiques visions de la grande cité rhodanienne ».

## Expositions
(Liste non exhaustive.)
- 1976 : « Blanc et Demilly, photographes à Lyon, 1924-1964 », musée des Beaux-Arts de Lyon
- 1988 : « La collection Blanc et Demilly du docteur Ferdière », musée Nicéphore-Niépce
- 2000 : « Blanc et Demilly, photographes à Lyon, 1924-1962 », Cabinet d’art graphique, musée national d'Art moderne, Paris
- 2017 : « Blanc & Demilly  », Maison de la photographie Robert-Doisneau, Gentilly

## Publications
- « Blanc et Demilly, photographes à Lyon 1924-1962 », Éditions du Centre Pompidou, Paris, juin 2000 [64 p.]
- « Blanc & Demilly, le nouveau monde », François Cheval, Xavier Fricaudet, Céline Duval, musée Nicéphore-Niépce, Lieux Dits, Lyon, 2015  (ISBN 9782362191183)